# Rostás Zoltán
Rostás Zoltán (Székelyudvarhely, 1946. december 28. –) szociológus, szerkesztő.

## Életútja
Iskoláit Marosvásárhelyen végezte, az Alexandru Papiu Ilarian Líceumban érettségizett (1965), egyetemi tanulmányokat a kolozsvári Babeș-Bolyai Tudományegyetem filozófia szakán végzett (1970). Pályafutását a Román Televízió bukaresti magyar szerkesztőségében kezdte szerkesztőként (1970–1974), majd a Román Rádió bukaresti magyar szerkesztőségének volt a munkatársa (1974–1977). Ezt követően 1991-ig a bukaresti A Hét kulturális hetilap szerkesztőségében dolgozott szerkesztőként, tudományos rovatvezetőként, szerkesztőségi főtitkárként. Szerkesztette a hetilap TETT című tudományos mellékletét. 1991-től a Bukaresti Tudományegyetem Sajtó- és Kommunikációtudományi Karának docense, 2001-től nyugdíjazásáig a Sapientia Erdélyi Magyar Tudományegyetem vidékfejlesztési tanszékének vezetője volt Csíkszeredában.

## Munkássága
Első írását a Korunk közölte 1968-ban. Egyetemistaként az akkor indult Echinox diákfolyóirat főszerkesztő-helyettese (1969–1970). Publicisztikai munkásságában hangsúlyt kapnak szociológiai fogantatású helyzetelemzések, összegező beszámolók a hazai magyar kulturális, közművelődési, oktatási intézmények tevékenységéről. Kitűnik interjúsorozata a műszaki és természettudományok jeles romániai magyar művelőivel (Visszajátszás. 1984). Tanulmányaiban, esszéiben, amelyeket külső munkatársként közölt a Korunk, Művelődés, Sociologie Românească, Szociológiai Szemle, East-Central Europe, Beszélő című folyóiratok hasábjain, vizsgálatnak veti alá nemzetiségi életünk létformáinak alakulását, a társadalmi élet mozgását, a hagyomány és korszerűség viszonyát a modern kommunikáció feltételei között, a tömegkommunikációs eszközök szerepét és hatását napjainkban, időszerű sajtószociológiai problémákat.
1990 után számos szociológiai, politológiai, kommunikációtudományi hazai és külföldi nemzetközi szimpóziumon, konferencián szerepelt tudományos dolgozatokkal és közleményekkel.
Szerkesztésében jelent meg a Hát ide figyelj, édes fiam! című, ifjúságkutatási esszéket tartalmazó kötet (1989).
Önálló kötetei:
- Visszajátszás (1984)
- Kétely és kísérlet (1988)
- Monografia ca utopie. Interviuri cu Henri H. Stahl, 1985–1987; Paideia, Bucureşti, 2000 (Colecţia Ştiinţe sociale)
- O istorie orală a școlii sociologice de la București (2001)